# Сражение при Скопье
Сражение при Скопье (греч. Μάχη των Σκοπίων) — одно из сражений между войсками Болгарского царства и Византийской империи, произошедшее в 1004 году. Результатом стала победа Византии.

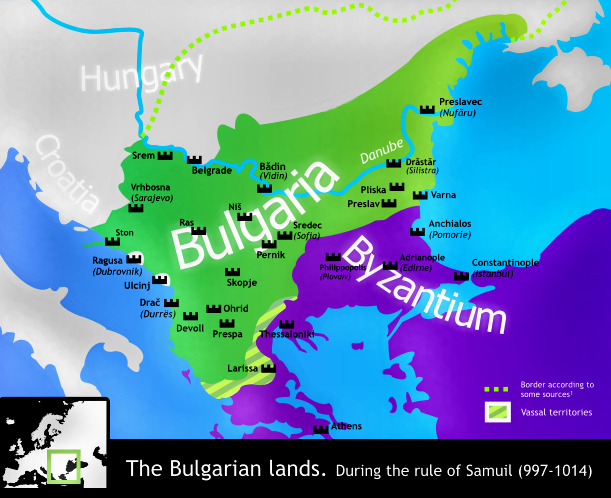
Болгария и Византия в 1000 г.

В 1003 году византийский император Василий II начал кампанию против Болгарского царства и после восьми месяцев осады завоевал важный город Видин на северо-западе страны. Захватив Видин, он двинулся на юг через долину Моравы, разрушая на своем пути болгарские крепости. В конце концов Василий II дошёл до окрестностей Скопье и узнал, что лагерь болгарской армии расположен очень близко на другом берегу реки Вардар.
Болгарский царь Самуил надеялся на разлившийся Вардар и не предпринял никаких серьезных мер предосторожности для обеспечения безопасности лагеря. Византийцы сумели найти брод, переправились через реку и ночью напали на беспечных болгар. Не имея возможности оказать эффективное сопротивление, болгары вскоре отступили, оставив лагерь и палатку Самуила в руках ромеев. Самому Самуилу удалось бежать и направиться на восток.
Город Скопье также был захвачен византийцами. После победы Василий II направился в Средец, но при Пернике был отбит с большими потерями болгарским воеводой Кракра и отступил в Филиппополь.